# Hillia schildei
Hillia schildei là một loài bướm đêm trong họ Noctuidae.